# Horn of Plenty
Horn of Plenty é o álbum de estreia da banda estadunidense Grizzly Bear. O álbum é, em sua maioria, feito exclusivamente pelo fundador do grupo Edward Droste, com contribuições do baterista Cristopher Bear.
Em 2002, Droste começou a escrever e gravar canções sob o nome Grizzly Bear, após um término dolorido. Em relação a suas contribuições no álbum, Christopher Bear relatou, "Eu basicamente entrei no Grizzly Bear depois que o álbum já tinha sido terminado. Eu ajudei o Ed a amarrar umas pontas soltas com o Horn of Plenty, mas aquele disco foi praticamente só ele."

## Faixas[2]
| Críticas profissionais | Críticas profissionais |
| Avaliações da crítica  | Avaliações da crítica  |
| Fonte                  | Avaliação              |
| ---------------------- | ---------------------- |
| Allmusic               | link                   |
| Now Magazine           | link                   |
| Spin                   | (B+) link              |
| Stylus Magazine        | (B+) link              |
| PlayLouder             | link                   |
| Pitchfork Media        | (7.7/10) link          |
| Uncut                  | link                   |

1. "Deep Sea Diver" – 4:47
2. "Don't Ask" – 3:28
3. "Alligator" – 1:23
4. "Campfire" – 4:13
5. "Shift" – 2:19
6. "Disappearing Act" – 4:24
7. "Fix It" – 3:47
8. "Merge" – 2:24
9. "A Good Place" – 3:18
10. "Showcase" – 4:50
11. "La Duchesse Anne" – 4:20
12. "Eavesdropping" – 3:51
13. "Service Bell" – 2:00
14. "This Song" – 3:39